# Vật liệu gốm
Các vật liệu gốm đề cập tới trong bài này là các hóa chất chủ yếu ở dạng oxide, được sử dụng trong công nghiệp gốm sứ. Chúng có thể phân loại một cách tương đối thô thiển thành các phân nhóm sau:
- Các chất trợ chảy: Là các hóa chất khi thêm vào thì có tác dụng chủ yếu là giảm nhiệt độ nóng chảy của men/thủy tinh.
- Các chất tạo thủy tinh: Là các chất khi tham gia vào thành phần của men có tác dụng chủ yếu là tạo ra thủy tinh.
- Các chất tạo màu: Là các hóa chất khi thêm vào có tác dụng chủ yếu là tạo ra các màu sắc hay các gam màu nhất định cho men/thủy tinh.
- Các chất tạo độ mờ: Là các hóa chất khi thêm vào trong  tinh có tác dụng chủ yếu là tạo ra các độ mờ nhất định cho các màu men/thủy tinh.
- Các chất mất đi khi cháy: Là các chất khi bị nung ở nhiệt độ cao sẽ bị phân hủy và thoát ra ở dạng khí. Tuy nhiên, chúng có thể tham gia vào một số phản ứng hóa học phức tạp mà cơ cấu hoạt động còn chưa được tìm hiểu kỹ.
- Các chất khác: Là phân nhóm chứa các chất có mặt trong men ở tỷ lệ phần trăm rất nhỏ (dạng dấu vết).

Tuy nhiên, sự phân loại này không hoàn toàn chính xác, do vai trò của một hóa chất nhất định còn phụ thuộc vào môi trường lò nung (oxy hóa, khử hay trung tính), vào sự có mặt của các hóa chất khác cũng như nhiệt độ nung v.v. 

## Chất trợ chảy

### BeO
- Phân tử khối:	25,011 đvC
- Điểm nóng chảy: 2.650 °C
- Tên gọi: beryli oxide
- Nguồn: beryl

Oxide beryli là một oxide đặc biệt, do nó tồn tại ở dạng hầu như nguyên chất trong tự nhiên. Chúng dùng để chế tạo vật liệu gốm có độ dẫn nhiệt cao, đặc biệt với môi trường nhiệt độ thấp.

### Bi2O3
- Phân tử khối:	466 đvC
- Điểm nóng chảy: 820 °C
- Tên gọi: Oxide bismuth
- Nguồn: Nitrat bismuth

Oxide bismuth được giải phóng từ sự đốt nóng của nitrat bismuth. Bismuth có thể thay thế hiệu quả cho chì, nó cũng tạo được độ bóng, độ chảy lỏng, hệ số khúc xạ, sức căng bề mặt, độ nhớt tương tự cho men. Bismuth nóng chảy thấp hơn chì do đó men còn có thể chảy lỏng hơn. Tuy nhiên, bismuth đắt hơn chì và trong một vài trường hợp men sẽ không có độ bóng như dùng chì oxide, ví dụ trường hợp in màu xanh côban hay màu đỏ sắt lên trên men. Bismuth cũng được sử dụng trong các men frit nung thấp và màu.

### CdO
- Phân tử khối:	128,41 đvC
- Điểm nóng chảy: 1.426 °C
- Tên gọi: Cadmi oxide
- Nguồn: Cadmi sulfide, silicat cadmi[1]

Oxide cadmi không hòa tan trong nước và dung dịch kiềm nhưng hòa tan trong môi trường acid và môi trường có muối amôni. Tự bản thân nó không tạo được màu cho men, tuy nhiên sử dụng cùng với oxide sêlen sẽ tạo ra màu đỏ; cùng với lưu huỳnh cho màu vàng.

### K2O
- Phân tử khối:	94,2 đvC
- Hệ số giãn nở:	0,331
- Điểm nóng chảy: 750 °C
- Tên gọi: Kali oxide
- Nguồn: fenspat kali, đá cornwall[2], nephelin syenit, frit

K2O cùng với Na2O và Li2O tạo thành nhóm oxide kiềm. K2O thường đi chung với Na2O trong khâu chuẩn bị nguyên liệu, chúng có tính chất hầu như giống nhau. Khi đi cùng, người ta gọi là KNaO. Là một oxide rất bền, oxide kali là một chất trợ chảy bổ trợ quan trọng trong các loại men nung cao. Độ giãn nở nhiệt cao góp phần làm cho men rạn nhưng không tệ như oxide natri. Men kiềm hầu như là men rạn. Nếu màu mong muốn của men phụ thuộc vào hàm lượng kiềm, để tránh rạn men chỉ còn cách điều chỉnh thân gạch.

### Na2O
- Phân tử khối:	62 đvC
- Hệ số giãn nở:	0,387
- Điểm nóng chảy: 800 °C
- Tên gọi: Natri oxide
- Nguồn: Fenspat, nephelin syenit, frit natri, sôđa

Natri oxide là một chất trợ chảy mạnh hơn kali một ít. Natri oxide thường được thêm vào qua sôđa. Độ giãn nở nhiệt cao dễ gây rạn men. Natri có thể bắt đầu hoá hơi ở nhiệt độ cao. Tạo màu mạnh với đồng, côban, sắt, tuy nhiên khả năng rạn men cao và men chảy quá loãng do sử dụng hàm lượng sôđa cao. Men kiềm cao và alumina thấp giúp cho màu đẹp nhất. Kiềm làm tăng khả năng hòa tan chì trong men.

### KNaO
- Phân tử khối:	78,1
- Hệ số giãn nở:	0,359
- Tên gọi: Oxide kali/natri
- Nguồn: K2O và

Phân tử lượng và hệ số giãn nở là giá trị trung bình của hai oxide thành phần.

### Li2O
- Phân tử lượng: 29,8
- Hệ số giãn nở:	0,068
- Điểm nóng chảy: 1.000 °C
- Tên gọi: Oxide lithi, lithia
- Nguồn: Cacbonat lithi, fenspat lithi hay spodumen

Li2O là oxide trợ chảy mạnh nhất. Cùng với oxide bo và oxide natri, nó đóng vai trò của chất gây chảy. Chỉ cần sử dụng 1% sẽ cải thiện đáng kể độ bóng mặt men, 3% làm giảm nhiều điểm nóng chảy của men và giảm sức căng bề mặt của men nung chảy. Độ giãn nở nhiệt của nó thấp hơn của natri và kali nhiều do đó nó được dùng cho men cần độ giãn nở rất thấp. Ảnh hưởng đến các hiệu ứng kết cấu của mặt men.
Li2O làm tăng độ mờ của men. Li2O với oxide đồng có thể cho màu xanh lam. Li2O với oxide côban có thể cho màu hồng.

### MgO
- Phân tử lượng:	40,3
- Hệ số giãn nở:	0,026
- Điểm nóng chảy: 2.800 °C
- Tên gọi: Oxide magnesi, Magnesisia
- Nguồn: bột tan, đôlômit, cacbonat magnesi

Cùng với SrO, BaO và CaO tạo thành nhóm oxide kiềm thổ. Oxide ziricon và oxide magnesi là hai oxide có nhiệt độ nóng chảy cao nhất. Tuy nhiên, MgO dễ dàng tạo pha eutecti với các oxide khác và nóng chảy ở nhiệt độ rất thấp. Độ giãn nở nhiệt thấp và khả năng chống rạn men là hai đặc tính quan trọng của oxide magnesi. Trong men nung nhiệt độ cao, nó là một oxide trợ chảy (bắt đầu hoạt động từ 1.170 °C) tạo ra men chảy lỏng có độ sệt cao, sức căng bề mặt lớn, mờ đục và xỉn. Cũng như CaO, tác động làm chảy men của nó gia tăng rất nhanh khi nhiệt độ càng cao. MgO không nên dùng cho men có màu sáng. Nó cũng có thể tác hại đến một số màu của men lót. MgO dùng làm chất bổ trợ bề mặt để tạo mặt men xỉn.

### MoO3
- Phân tử lượng:	143,94
- Hệ số giãn nở:	0,094
- Điểm nóng chảy: 795 °C
- Tên gọi: Oxide môlipđen

### PO4
- Phân tử lượng:	94,969
- Tên gọi: Oxide phosphor
- Nguồn: tro xương

### PbO
- Phân tử lượng:	223,2
- Hệ số giãn nở:	0,083
- Điểm nóng chảy: 888 °C
- Tên gọi: Oxide chì (II)
- Nguồn: frit chì, oxide chì

Phản ứng dễ dàng với silica để tạo thành silicat chì nóng chảy ở nhiệt độ thấp, độ bóng cao. Oxide chì (II) có thể cho các đặc trưng bề mặt và màu sắc lạ thường. Men chì còn có khả năng chống mẻ cạnh cao. Cacbonat chì, nguồn cung cấp oxide chì tốt nhất, tồn tại hầu như ở dạng nguyên chất và độ hạt rất mịn. Nó giúp hình thành và duy trì tốt thể huyền phù ở men chưa nung cũng như giúp men nóng chảy ở nhiệt độ thấp. Độ giãn nở nhiệt thấp, dùng kết hợp với oxide bo để cải thiện hiện tượng rạn men và khả năng bị ăn mòn hóa học. Oxide chì (II) cũng làm loãng men nung chảy. Vấn đề của chì là tính độc hại, mất độ bóng khi nung ở nhiệt độ cao, mờ sau một thời gian dài sử dụng và độ chống mài mòn kém. Nếu cho nhiều chì quá mức cho phép thì người sử dụng lâu ngày sẽ bị ảnh hướng đến trí não...

### ZnO
- Phân tử lượng:	81,4
- Hệ số giãn nở:	0,094
- Điểm nóng chảy: 1.800 °C
- Tên gọi: Oxide kẽm
- Nguồn: Oxide kẽm

ZnO bắt đầu chức năng trợ chảy ở khoảng 1.000 °C. Tuy nhiên, ZnO dễ dàng bị khử thành kẽm kim loại do khí CO và H2 trong môi trường nung khử của lò ga (hay lò điện có độ thông hơi kém). Kẽm kim loại nguyên chất lại nóng chảy ở 419 °C, sôi và hoá hơi ở 907 °C. ZnO có độ giãn nở nhiệt thấp có thể dùng thay cho các chất trợ chảy có độ giãn nở nhiệt cao để ngăn chặn rạn men. Hàm lượng sử dụng trung bình và cao, ZnO cho mặt men xỉn và bị kết tinh. Phản ứng của oxide kẽm trên các màu khá phức tạp. Nó có thể có các hiệu ứng có ích hoặc có hại với các màu xanh lam, nâu, xanh lục, hồng và được khuyên không nên dùng với đồng, sắt hay crôm. Với hàm lượng cao, ZnO có thể là chất làm mờ (trắng đục). 

### FeO
- Phân tử lượng: 71,85
- Điểm nóng chảy: 1.370 °C
- Tên gọi: Oxide sắt (II), oxide sắt đen
- Nguồn: Oxide sắt đen

Trong môi trường khử, Fe2O3 dễ dàng bị khử thành FeO theo phản ứng sau ở 900 °C:
Fe2O3 + CO = 2FeO + CO2
Phản ứng trên xảy ra dễ dàng nếu đất sét chứa nhiều các tạp chất hữu cơ. Khi sắt ba đã bị khử thành sắt hai trong men thì rất khó oxy hóa trở lại.
FeO là một oxide trợ chảy mạnh, có thể thay thế cho oxide chì hay oxide calci. Hầu hết các loại men sẽ có độ hoà tan sắt hai khi nung chảy cao hơn khi ở trạng thái rắn, do đó sẽ có oxide sắt kết tinh trong men khi làm nguội, môi trường oxy hóa hay khử. 

## Chất tạo thủy tinh

### SiO2tự do
- Phân tử lượng:	60,1
- Hệ số giãn nở:	0,035
- Điểm nóng chảy: 1.710 °C

### P2O5
- Phân tử lượng:	141,9
- Điểm nóng chảy: 580 °C
- Tên gọi: Pentoxide phosphor
- Nguồn: Tro xương, tro gỗ, tro củi

P2O5 là một chất tạo thủy tinh như oxide bo và silica. Thủy tinh phosphor có khuynh hướng tạo vệt xanh xám trong men, nó không tham gia vào chuỗi silica nhưng tồn tại như một thể keo tách biệt trong mạng silicat. P2O5 có thể dùng làm chất biến đổi bề mặt, nó có thể tạo các hiệu ứng đa dạng và lốm đốm cho men (đặc biệt với men nung thấp) khi được sử dụng với hàm lượng thấp (tối đa 2%). Tro xương là nguồn cung cấp.

## Chất tạo màu

### CeO2
- Phân tử lượng:	172
- Điểm nóng chảy	2.400 °C
- Tên gọi: Oxide xeri, Oxide xeri (IV)

Dùng cho thủy tinh quang học vì có tính chất bảo vệ khỏi tia cực tím. Kết hợp với titan cho màu vàng. Dùng làm chất làm mờ trong trường hợp cần một số hiệu quả đặc biệt trong ngành gạch men.

### Cu2O
- Phân tử lượng: 143
- Điểm nóng chảy: 1.235 °C
- Tên gọi: Oxide đồng (I)
- Nguồn: Oxide đồng đỏ. Xem thêm: Oxide đồng (II)

Môi trường nung khử sẽ chuyển CuO (màu đen) thành Cu2O màu đỏ sáng:
2CuO + CO = Cu2O + CO2
Muốn có màu đỏ sáng, người ta chỉ cần dùng một lượng rất nhỏ oxide đồng (I) (0,5%). Nếu hàm lượng đồng cao hơn, có thể dẫn đến xuất hiện các hạt đồng kim loại nhỏ li ti trong men chảy tạo thành màu đỏ sang de-boeuf. Nếu có bo trong men khử đồng đỏ người ta sẽ có màu tím. Trong men đồng đỏ sử dụng nhiều nguyên liệu fenspat, thêm oxide bari tạo ra màu từ xanh Thổ đến lam thẫm, tùy theo hàm lượng oxide đồng. Flo khi được sử dụng với oxide đồng cho màu lục ánh lam.

### CuO
- Phân tử lượng:	79,54
- Điểm nóng chảy: 1.148 °C
- Tên gọi: Oxide đồng (II)
- Nguồn: Oxide đồng đen

Trong môi trường oxy hóa bình thường, CuO không bị khử thành Cu2O và nó tạo màu xanh lục trong suốt cho men. Có thể tạo màu tím cho men nếu trong men có một ít oxide đồng tạo màu xanh lục (CuO) và một ít oxide đồng đỏ (Cu2O). Hiệu quả này thường có được nếu men có hàm lượng CaO (vôi sống) cao hay nếu quá trình nung trong giai đoạn đầu là môi trường oxy hóa và các giai đoạn sau đó là môi trường trung tính. Sắc màu xanh lục có thể thay đổi tùy theo tốc độ nung. Màu đẹp nhất khi nung nhanh. Sắc xanh còn tùy thuộc vào sự hiện diện của các oxide khác (ví dụ: chì hàm lượng cao sẽ cho màu lục sẫm hơn, các oxide kiềm thổ hay bo hàm lượng cao sẽ kéo về phía sắc xanh lam). Oxide đồng là một chất trợ chảy khá mạnh. Nó làm tăng độ chảy loãng của men nung và tăng khả năng tạo vân rạn do hệ số giãn nở nhiệt cao. Kết hợp với oxide titan có thể tạo ra các hiệu quả "tạo vết bẩn" và "lốm đốm" rất đẹp. CuO kết hợp với thiếc hay ziricon cho màu xanh Thổ hay lục-lam trong men kiềm thổ (hàm lượng KNaO cao) và alumina thấp. Nên sử dụng frit pha sẵn nếu muốn có màu này, tuy nhiên men loại này thường bị rạn. CuO trong men (bari/kẽm/natri) cho màu xanh lam. K2O có thể làm cho men có CuO ngả sắc vàng. 

### Fe2O3
- Phân tử lượng: 159,69
- Hệ số giãn nở: 0,125
- Điểm nóng chảy: 1.565 °C
- Tên gọi: Oxide sắt (III), oxide sắt đỏ, gỉ sắt
- Nguồn: Oxide sắt, đất sét có vết nâu đỏ...

Các hợp chất sắt là các chất tạo màu phổ biến nhất trong ngành gốm. Sắt có thể biểu hiện khác biệt tùy thuộc môi trường lò, nhiệt độ nung, thời gian nung và tùy theo thành phần hóa học của men. Do đó có thể nói nó là một trong những nguyên liệu lý thú nhất. Về mặt hoá học, oxide sắt (III) cũng thuộc nhóm lưỡng tính như alumina. Fe2O3 không phải là một oxide trợ chảy, nó là một chất chống chảy. Trong môi trường nung khử, Fe2O3 dễ dàng bị khử (do cacbon hay các hợp chất lưu huỳnh trong nguyên liệu và môi trường lò) thành FeO và trở thành chất trợ chảy. Nếu muốn giữ được oxide sắt (III), từ 700 °C – 900 °C, môi trường nung phải là oxy hóa. Oxide sắt (III) là dạng phổ biến nhất của oxide sắt tự nhiên. Trong môi trường nung oxy hóa, nó vẫn là Fe2O3 và cho màu men từ hổ phách đến vàng nếu hàm lượng tối đa trong men là 4% (rõ rệt hơn nếu men có oxide chì (II) và vôi), cho men màu da rám nắng (nâu vàng) nếu hàm lượng khoảng 6% và cho màu nâu nếu hàm lượng oxide sắt (III) cao hơn. Màu đỏ của oxide sắt ba có thể biến đổi trên một khoảng rộng trong khoảng nhiệt độ nung thấp. Nếu nung thấp thì có màu cam sáng. Nhiệt độ tăng màu sẽ chuyển sang đỏ sáng rồi đỏ sậm và cuối cùng là nâu. Chuyển biến từ đỏ sang nâu xảy ra đột ngột trên một khoảng nhiệt độ hẹp, cần lưu ý.
Hầu hết các loại men sẽ có độ hòa tan sắt ba khi nung chảy cao hơn khi ở trạng thái rắn, do đó sẽ có oxide sắt kết tinh trong men khi làm nguội, môi trường oxy hóa hay khử. Men có hàm lượng chất trợ chảy cao, điểm nóng chảy thấp sẽ hoà tan được nhiều sắt hơn. 
1. Kẽm làm xấu màu của sắt.
2. Titan và rutil (dioxide titan) với sắt có thể tạo hiệu quả đốm hay vệt màu rất đẹp.
3. Trong men khử có oxide sắt ba, men sẽ có màu từ xanh Thổ đến lục nhạt (khi men có hàm lượng sôđa cao, có oxide bo).
4. Trong men chứa calcia, oxide sắt ba có khuynh hướng cho màu vàng. Trong men kiềm cho màu từ vàng rơm đến nâu vàng.
5. Men chì nung thấp, men kali và natri có màu đỏ khi thêm oxide sắt ba (không có sự hiện diện của bari).

#### Fe3O4
Oxide sắt từ: có thể là hỗn hợp của Fe2O3 và FeO. Kết quả của phản ứng chuyển đổi không hoàn toàn hay có thể là dạng khoáng vật kết tinh tự nhiên, cho màu nâu. Dạng sau dùng để tạo đốm nâu li ti trong men. 
Thêm Fe2O3 vào men giúp giảm rạn men (nếu hàm lượng sử dụng dưới 2%).

### InO3
- Phân tử lượng:	277,64

### MnO
- Phân tử lượng:	70,9
- Hệ số giãn nở:	0,05
- Điểm nóng chảy: 1.650 °C
- Tên gọi: Oxide mangan (II)
- Nguồn: Dioxide mangan

Trên 1.080 °C, MnO2 chuyển thành MnO (MnO chỉ tồn tại ở nhiệt độ trên 1.080 °C) – MnO là một oxide trợ chảy dễ dàng kết hợp với silica cho màu tím nếu trong men không có alumina và cho màu nâu nếu có alumina. Màu nâu mangan khác và đẹp hơn màu nâu sắt.
Hàm lượng nhỏ MnO dễ dàng hoà tan trong hầu hết các loại men, tuy nhiên trên 5% thì MnO bắt đầu kết tủa (tốc độ nguội, độ chảy lỏng của men sẽ ảnh hưởng đến sự kết tủa). Nếu hàm lượng rất cao (20%), sẽ có bề mặt kim loại.
MnO không bị biến đổi trong môi trường khử, tuy nhiên tốt nhất vẫn nên dùng nó trong môi trường oxy hóa và men nung trên 1.200 °C.
Trong men nung dưới 1.080 °C, oxide mangan cho màu nâu cà phê khi có mặt thiếc, cho màu nâu xỉn khi có chì và hàm lượng thấp kiềm.

### MnO2
- Phân tử lượng: 86,9
- Hệ số giãn nở: 0,05
- Điểm nóng chảy: 1.080 °C
- Tên gọi: Dioxide mangan, Oxide mangan (IV)
- Nguồn: Dioxide mangan

MnO2 có thể cho màu tím trong men kiềm cao (KNaO) và alumina thấp, có mặt oxide côban càng tốt (nên dùng loại frit có thành phần này).
Các vết màu với thành phần 8 sắt, 4 mangan và 0,5 côban cho màu đen tuyền.

### NiO
- Phân tử lượng: 74,7
- Điểm nóng chảy: 1.453 °C
- Tên gọi: Oxide niken (II)
- Nguồn: Oxide niken

Thường không dùng với men nung thấp do điểm nóng chảy của bột oxide niken (II) cao. Men đã xỉn sẽ bị khô nếu thêm oxide niken (II).
Oxide niken (II) thường dùng để cải thiện và "làm mềm" màu của các oxide kim loại khác do đó chỉ sử dụng với lượng nhỏ.
Oxide niken (II) với oxide thiếc cho màu xanh thép. Nếu hàm lượng thiếc cao thì có thể có màu xanh oải hương. Oxide niken (II) và oxide calci cho màu nâu vàng. Oxide niken (II) với oxide bari cho màu nâu. 
Oxide niken (II) trong men chì cho màu xám. Oxide niken (II) có thể cho màu hồng trong men kali cao. Oxide niken (II) cho màu vàng trong men lithi. Oxide niken (II) với hàm lượng cao MgO cho màu xanh lục, tốt hơn nếu có mặt kẽm.

### PrO2
- Phân tử lượng:	172,9
- Tên gọi: Oxide praseodymi (IV)
- Nguồn: Vết màu

Được sử dụng cùng với ziricon trong các loại vết tạo màu vàng chanh. Màu vàng có thể thay đổi theo thành phần hóa học của men. Men PrO2 có thể dễ dàng bị sai màu khi bị nhiễm các oxide màu khác.
PrO2 có thể dùng trong môi trường nung khử, nhiệt độ cao. Cũng độc hại nhưng ít nguy hiểm hơn vanadi hay antimon.

### Se
- Phân tử lượng: 111,2
- Điểm nóng chảy: 217 °C
- Tên gọi: Seleni
- Nguồn: Selenide natri, selenide bari

Nguyên tố bán kim loại cùng nhóm lưu huỳnh. Dùng với côban sẽ là một chất khử màu tốt cho thủy tinh, do nó tạo màu hồng sẽ trung hoà màu xanh lục của sắt và thủy tinh sẽ trong suốt không màu. Dùng với cadmi cho men màu đỏ (nung thấp). Có mặt chì làm tăng màu.
Cho thủy tinh màu hoa hồng hay hồng ngọc (ruby). Dùng trong một vài loại vết màu đặc biệt.

### U3O8
- Phân tử lượng: 842
- Điểm nóng chảy: 2.176 °C
- Tên gọi: Oxide urani
- Nguồn: Oxide urani

Có thể coi là hỗn hợp của UO2x2UO3. Dùng làm chất tạo màu, hàm lượng sử dụng có thể đến 15%, có thể cho màu vàng, đỏ và cam. Ví dụ oxide urani cho màu đỏ trong men silicat chì với alumina thấp và không có oxide bo, có mặt kẽm càng tốt. Dù dạng oxide được xem là không nguy hiểm về mặt phóng xạ, việc sử dụng urani nói chung là nên hạn chế.

### V2O5
- Phân tử lượng: 181,9
- Điểm nóng chảy: 690 °C
- Tên gọi: Pentoxide vanadi
- Nguồn: Oxide vanadi

Vanadi là một oxide kim loại có tính acid, cho màu vàng nếu hàm lượng sử dụng khoảng đến 10%. Màu của nó yếu, tuy nhiên có thể cũng có khi dùng kết hợp với thiếc và oxide ziricon. Màu vàng vanadi bền hơn màu vàng antimon ở nhiệt độ cao. Màu vanadi rực rỡ và ấn tượng nhất trong men chì. Pentoxide vanadi cũng là một chất trợ chảy mạnh. Ngoài dạng V2O5 chúng ta còn có thể có V2O3.

## Chất tạo độ mờ

### Sb2O3
- Phân tử lượng: 291,6
- Điểm nóng chảy: 630 °C
- Tên gọi: Oxide antimon (III)
- Nguồn: Oxide antimon, sulfide antimon

Oxide antimon (III) được dùng làm chất tạo độ mờ trong men nung thấp, tuy nhiên nó dễ bị mất tính năng làm mờ do là chất dễ bị khử, vì vậy trong men cần phải có một tác nhân oxy hóa như KNO3 để đảm bảo hiện tượng này không xảy ra. Không dùng được cho men nung trên cone 1 do bị hoá hơi. Có thể cho men ngả màu vàng Naples nếu có sự hiện diện của chì (tạo kết tủa antimonat chì màu vàng).

### SnO2
- Phân tử lượng: 150,7
- Hệ số giãn nở:	0,02
- Điểm nóng chảy: 1.127 °C
- Tên gọi: Oxide thiếc (IV), Oxide stannic
- Nguồn: Bột oxide thiếc

Dạng oxide cao nhất của thiếc kim loại. Oxide thiếc (IV) rất trắng, tỷ trọng thấp. Thiếc kim loại nóng chảy ở nhiệt độ rất thấp nhưng oxide thiếc (IV) chỉ nóng chảy ở 1.127 °C.
SnO2 chủ yếu được sử dụng làm chất làm mờ (hàm lượng sử dụng từ 5-15%) cho mọi loại men. Oxide thiếc là một chất làm mờ hữu hiệu để chuyển men trong thành trắng đục (trắng mềm sắc xanh nếu so sánh với các màu trắng tinh thô của ziricon). Lượng sử dụng tùy thuộc thành phần men và nhiệt độ nung. Tính năng làm mờ của oxide thiếc có được là do các hạt oxide thiếc nhỏ phân tán và nằm lơ lửng trong men nung. Ở nhiệt độ cao hơn, các hạt oxide thiếc bắt đầu bị chảy, hòa tan và sẽ mất khả năng làm mờ.
Cũng như oxide ziricon, lượng oxide thiếc cao trong men nung thấp sẽ làm cho men khó chảy, làm quánh men chảy và tăng khả năng bị lỗ châm kim và gai ốc. Sử dụng oxide thiếc sẽ có màu trắng mềm hơn sử dụng chất tạo mờ gốc ziricon (rất thông dụng và rẻ hơn oxide thiếc nhiều). 
Một điều phải hết sức lưu ý là oxide thiếc dễ dàng phản ứng với crôm (chỉ cần lượng rất nhỏ) tạo ra màu hồng. Nếu trong lò chỉ có một ít hơi crôm từ các loại men khác, màu trắng của oxide thiếc sẽ không còn.
Các chất tạo mờ khác còn có oxide ziricon (cho màu trắng thủy tinh thô hơn), phôtphát calci (bị vấn đề ngả màu sang xám), oxide xeri (chỉ dùng ở nhiệt độ thấp), oxide antimon (có vấn đề nếu men có chì – men ngả vàng) và dioxide titan (mất màu nếu có oxide sắt).

### TiO2
- Phân tử lượng:	79,9
- Hệ số giãn nở:	0,144
- Điểm nóng chảy: 1.830 °C
- Tên gọi: Dioxide titan, Titania
- Nguồn: Dioxide titan, rutil

Dioxide titan là một oxide đa dụng do có thể làm chất làm mờ, tạo đốm và kết tinh. Hàm lượng dưới 0,1% được dùng để biến đổi màu men có sẵn từ các oxide kim loại khác như Cr, Mn, Fe, Co, Ni, Cu. Dioxide titan có thể tự tạo thủy tinh nhưng nó lại không có độ hòa tan cao trong silica nóng chảy. Hàm lượng thấp hơn 1%, dioxide titan hòa tan hoàn toàn trong men chảy (chưa thể làm chất làm mờ). Hàm lượng hơi cao hơn một chút, nó sẽ cho một vệt màu trắng ánh lam trong men trong suốt (còn tùy thuộc hàm lượng alumina). Trên 2%, nó bắt đầu thay đổi mạnh bề mặt và độ đục của men do hình thành các hạt tinh thể phân tán lơ lửng trong men. Trong khoảng từ 2-6%, nó sẽ tạo các đốm trên mặt men. Từ 10-15%, nó cho bờ mặt men mờ đục và xỉn nếu men không bị quá lửa. Dioxide titan là một oxide "đói" oxy và dễ dàng bị oxy hóa từ dạng bị khử của nó khi có cơ hội.
Dioxide titan được dùng trong một số loại frit chì để giảm sự thẩm thấu. Men chứa dioxide titan có thể thay đổi màu nhẹ dưới tác động của ánh sáng và cũng có thể thay đổi màu do tác động của nhiệt.
TiO2 được xem là oxide trơ trong men. Tuy nhiên trên giản đồ Al2O3 - TiO2, dioxide titan và oxide nhôm tạo cùng pha eutecti ở 80% Al2O3 và 1705 °C cho thấy TiO2 có phản ứng với oxide nhôm, oxide quan trọng thứ nhì trong ngành gốm. 

#### ZrO
- Phân tử lượng:	107,2
- Hệ số giãn nở:	0,02
- Tên gọi: Oxide ziriconi (II), Zirconia
- Nguồn: Các chất làm mờ ziricon, silicat ziriconi

ZrO có thể tạo các mẫu gồm những vùng đậm nhạt xen kẽ trên mặt men (chất biến đổi bề mặt). Cần phải sử dụng hàm lượng cao (khoảng 15%).
ziricon được sử dụng trong các vết để ổn định độ màu.

### ZrO2
- Phân tử lượng:	123,2
- Hệ số giãn nở: 0,02
- Điểm nóng chảy: 2.700 °C
- Tên gọi: Dioxide ziriconi, oxide ziriconi (IV)
- Nguồn: Các chất làm mờ ziricon, silicat ziriconi

Nó được dùng làm chất làm mờ trong men, tương tự như oxide thiếc. Tuy nhiên, oxide thiếc có thể nói là hiệu quả gấp đôi về mặt tạo độ mờ. Men bo hay kiềm cao, men alumina và silica thấp có thể không được làm mờ tốt lắm.

## LOI (Chất mất đi khi cháy)
Viết tắt của từ tiếng Anh Loss on Ignition

### C
- Tên gọi: Cacbon
- Nguồn: đất sét viên

### CO2
- Tên gọi: Dioxide cacbon

CO2 tạo ra khi cacbon trong thành phần nguyên liệu cháy trong lúc nung. CO2 thường được tạo ra khi khí CO trong buồng đốt (tạo ra trong môi trường nung khử hay oxy hóa không hoàn toàn) gặp các hợp chất mà nó có thể dễ dàng lấy đi một nguyên tử oxy để tạo thành CO2.

### H2O
- Nguồn: đất sét, các khoáng chất ngậm nước (hiđrat hóa)

### F
- Phân tử lượng: 19
- Tên gọi: Flo

Flo thoát ra khi nung một số nguyên liệu như đá Cornwall hay flospat, hơi của nó rất độc hại, do đó phải nêu riêng để lưu ý, không nên gộp chung vào LOI.

## Các chất khác

### Các nguyên tố dấu vết (hay vi lượng)
Dùng nhóm các nguyên tố dấu vết trong bảng phân tích nhưng xem như trọng lượng bằng 0 trong tính toán công thức men.

#### Y2O3
- Phân tử lượng: 225,8
- Điểm nóng chảy: 2.585 °C
- Tên gọi: Oxide ytri

Dùng trong chế tạo gốm sứ dẫn điện, vật liệu chịu lửa, ngành thủy tinh và trong các vết màu. Có thể cho men màu vàng.

## Men phát màu

Một Bức tranh men sứ được làm từ chất liệu men phát màu

Men phát màu Lưu trữ ngày 9 tháng 10 năm 2008 tại Wayback Machine(colored glaze) là loại men mà trong thành phần có các oxide hoặc muối kim loại màu khi nung nóng chảy tạo nên những hiệu ứng sắc màu vô cùng phong phú. Như vậy các oxide và muối kim loại màu là nhân tố chính làm nên màu men. Quy trình nung đốt cũng là một nhân tố rất quan trọng quyết định đến sắc màu và hiệu ứng của men. Với các dòng men quý thì chỉ một sự thay đổi nhỏ trong khâu nung đốt cũng có thể làm cho sắc màu men biến đổi hoàn toàn. Mỗi nghệ nhân gốm sứ thường tự tìm tòi cho mình công thức pha chế, phương pháp nung đốt riêng được xem như bí quyết nghề nghiệp để có được những sắc màu mong đợi ấy. Sắc màu càng độc đáo kết hợp với hiệu ứng càng thú vị thì men càng quý, sản phẩm càng giá trị và đẳng cấp của người nghệ nhân gốm sứ càng được ghi nhận. Men ngọc Celadon, men đỏ máu bò, men kết tinh... chính là ví dụ tiêu biểu về những dòng men phát màu quý giá.